# 有馬翔
有馬 翔（ありま しょう、1990年6月5日 - ）は、宮崎県宮崎市出身の元プロ野球選手（投手）。

## 経歴

### プロ入り前
中学生時代には、地元・宮崎のリトルシニアに所属。3年生でシニア日本代表に選ばれた。当時のチームメイトには、後にプロ野球選手となった土屋健二や宮本武文、後の同僚となる近田怜王などがいる。
日南学園高校への進学後は、2年生の夏に第89回全国高等学校野球選手権大会へ宮崎県代表で出場。3回戦で常葉菊川高校と対戦したが、延長10回の末に敗れた。3年生の夏には、同大会の宮崎県大会の決勝で、赤川克紀を擁する宮崎商業高に1-2で敗れた。同級生に中﨑雄太がいる。

### ソフトバンク時代
2008年10月30日、プロ野球ドラフト会議で、福岡ソフトバンクホークスからの4位指名を受けて入団。
2009年5月26日に、利き腕である左肘のクリーニング手術を受けた。
2011年10月9日に球団から戦力外を通告。しかし、同年12月1日に、育成選手として改めて契約を結んだ。
2012年10月31日には、育成選手の規約に沿って自由契約を公示。同年11月10日に育成選手として再び契約すると、フェニックスリーグや秋季のキャンプで好投した。
2013年には、4月11日に2シーズン振りの支配下登録を果たすと、同月19日にルーキーの東浜巨に代わって一軍へ昇格。一軍では公式戦で3試合に登板したものの、10月26日に再び戦力外通告を受けた。

### 楽天時代
ソフトバンクからの戦力外通告後に、第1回12球団合同トライアウトや、東北楽天ゴールデンイーグルスの入団テストに参加。トライアウトでは、4人の打者に対して、3者連続奪三振を記録した。
2013年12月17日に、楽天から育成選手としての入団が発表された。
2014年、10月3日に球団より戦力外通告を受けた。10月31日、自由契約公示された。

### 社会人野球時代
2015年より、埼玉県のクラブチーム・新波に所属する。その後、投手コーチも兼任。
その後、2021年の時点で野球教室「ベースボールスクール・ファインズ (Baseball School Fine'z)」の指導員となっている。

## 選手としての特徴・人物
最速145km/hのストレート、スライダー・緩いカーブ・フォーク・チェンジアップなど多彩な変化球を投げ分ける。現在では、2012年シーズンに習得したスクリューを勝負球に使う。
2008年のドラフト会議で指名された選手では、自身と同じ宮崎県の高校出身の左腕投手である中崎や赤川をライバル視。また、対戦したい打者として、出身高校の先輩・赤田将吾を挙げていた。2013年4月24日には、赤田が在籍する北海道日本ハムファイターズ戦（福岡 ヤフオク!ドーム）で一軍2試合目の登板を果たしたが、赤田が出場しなかったため初対戦の機会を逸した。

## 詳細情報

### 年度別投手成績
| 年 度     | 球 団        | 登 板 | 先 発 | 完 投 | 完 封 | 無 四 球 | 勝 利 | 敗 戦 | セ 丨 ブ | ホ 丨 ル ド | 勝 率 | 打 者 | 投 球 回 | 被 安 打 | 被 本 塁 打 | 与 四 球 | 敬 遠 | 与 死 球 | 奪 三 振 | 暴 投 | ボ 丨 ク | 失 点 | 自 責 点 | 防 御 率 | W H I P |
| --------- | ------------ | ----- | ----- | ----- | ----- | -------- | ----- | ----- | -------- | ----------- | ----- | ----- | -------- | -------- | ----------- | -------- | ----- | -------- | -------- | ----- | -------- | ----- | -------- | -------- | ------- |
| 2013      | ソフトバンク | 3     | 0     | 0     | 0     | 0        | 0     | 0     | 0        | 0           | ----  | 36    | 6.0      | 11       | 1           | 9        | 0     | 1        | 3        | 1     | 0        | 5     | 5        | 7.50     | 3.33    |
| 通算：1年 | 通算：1年    | 3     | 0     | 0     | 0     | 0        | 0     | 0     | 0        | 0           | ----  | 36    | 6.0      | 11       | 1           | 9        | 0     | 1        | 3        | 1     | 0        | 5     | 5        | 7.50     | 3.33    |

- 2013年度シーズン終了時

### 記録
- 初登板：2013年4月20日、対オリックス・バファローズ5回戦（京セラドーム大阪）、3回裏無死に2番手で救援登板、1回0/3を1失点
- 初奪三振：同上、3回裏に伊藤光から空振り三振

### 背番号
- 33（2009年 - 2011年）
- 140（2012年 - 2013年4月10日、2014年）
- 62（2013年4月11日 - 同年終了）

### 代表歴
- 2012年アジアウインターベースボールリーグNPB選抜